# Grand Central–Calle 42 (metro de Nueva York)
La Grand Central–42nd Street (Gran Central-Calle 42) es un complejo principal de estaciones del metro de la ciudad de Nueva York, y fue la estación más concurrida en 1994. se encuentra al lado de y debajo de la Terminal Grand Central, que atiende a todas las líneas del Ferrocarril Metro-North  al este del Río Hudson. Está localizada en la intersección de la Avenida Park y la Calle 42, con parte de la estación extendiéndose al este e la Avenida Lexington. Es una estación con varios puntos de transferencias.

## Línea del Transbordo de la Calle 42
La plataforma de la estación Grand Central data desde la apertura del original IRT subway, en 1904. La estación fue una parada expresa con dos plataformas centrales entre las vías expresas y locales. 
La presente configuración del shuttle (servicio que va y viene en solo dos estaciones) tiene tres vías llegando hacia la estación; las viejas pistas expresas con rumbo sur fueron removidas. Ahora no hay conexión entre las vías norte y las otras dos.  Las plataformas centrales están localizadas entre los dos pares de vías; la plataforma más al sur es más ancha, cubriendo el área donde las vías expresas con rubo sur estaban localizadas (vías 2). Las dos plataformas se conectan directamente, como vía 3 y la vía 4 termina en la siguiente cuadra.  La vía sur (vía 1) se une con las vías locales rumbo sur de la línea de la Avenida Lexington. Esta unión es usada para suministro de material rodante a la línea shuttle, y, en ocasiones, durante las excursiones especiales railfan. Las otras tres vías originales siguen caminos similares hasta que la línea de la Avenida Lexington se extendió al norte,	convirtiendo esta parte de la línea en un servicio de lanzadera (shuttle).
Esta estación fue utilizada en una famosa escena en la película de 1971 Contra el imperio de la droga.

## Línea Flushing
La Grand Central en la línea Flushing tiene una sola plataforma central. Hay un gran cielo raso circular, lo que hace que la estación se parezca a la del Metro de Londres, Metro de París, Subte de Buenos Aires y en sistemas de Europa Oriental. A lo largo de las plataformas están unas escaleras y escaleras mecánicas hacia otras líneas y con un entrepiso y pasillos bajo la terminal Grand Central concourse. Las salidas y entradas están localizadas en el centro, al oeste y este de la plataforma. También hay elevadores accesibles para discapacitados hacia el extremo este. Un estante de periódicos y una tienda de bocadillos están localizadas en la plataforma en el extremo este.

## Línea de la Avenida Lexington
La 42nd Street–Grand Central (Calle 42-Grand Central) en la línea de la Avenida Lexington fue también conocida como la Estación Diagonal mientras se construía, pues estaba orientada en 45° con respecto a la cuadrícula de la calle. También tiene dos andenes centrales, una en cada lado entre la vía expresa y local, e incluye un cruzador, y una juntura. Las columnas y vigas aquí son masivas, para poder soportar la terminal Grand Central y las torres de oficias adyacentes.
En una pared, hay una locomotora de vapor estilizada en mosaico. Una parte de la pared de la plataforma con rumbo norte incluye azulejos representando a un gran pasaje; el primer cuarto, a como es visto desde la plataforma, tiene puertas hacia otro segundo cuarto en lo que parece que es un cuarto de máquinas. También hay un compás de color rosa incrustado en el piso del mezanine (entre pisos).
La vía local con rumbo sur al sur de la estación se fusiona con un plomo del shuttle de la calle 42; esta vía fue parte de las cuatro vías originales del IRT. Esta vía es ahora usada para mover a los trenes de y hasta las vías del shuttle.
Justo al sur de la estación, las vías se dividen, con dos a cada lado del túnel de la Avenida Park  (ahora usado para tráfico de automóviles).
El complejo de la Grand Central alberga la torre maestra que controla toda la línea de la Avenida Lexington, localizada al sur de las plataformas de la línea de la Avenida Lexington. 
La Autoridad de Tránsito de la Ciudad de Nueva York tiene un esquema desde 1950s para construir un nivel inferior a la estación, también de cuatro vías que podría intervenir en las vías expresas y más allá de la estación, y podría ser utilizada con una parada terminal intermediaria para ciertas líneas. También hay un cuarto entre la estación y la línea Flushing para ese nivel.

## Galería

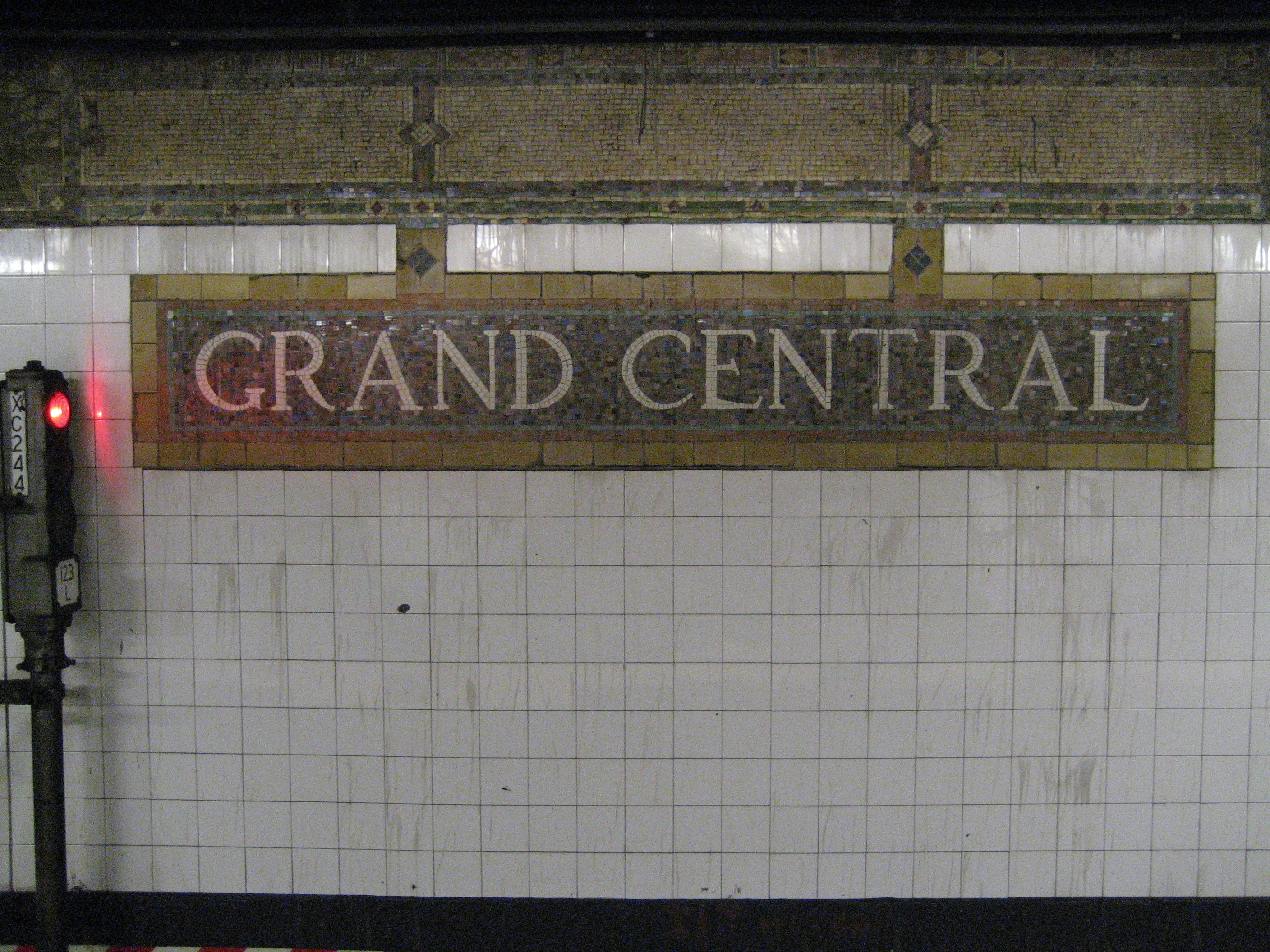
Mosaicos en la pared
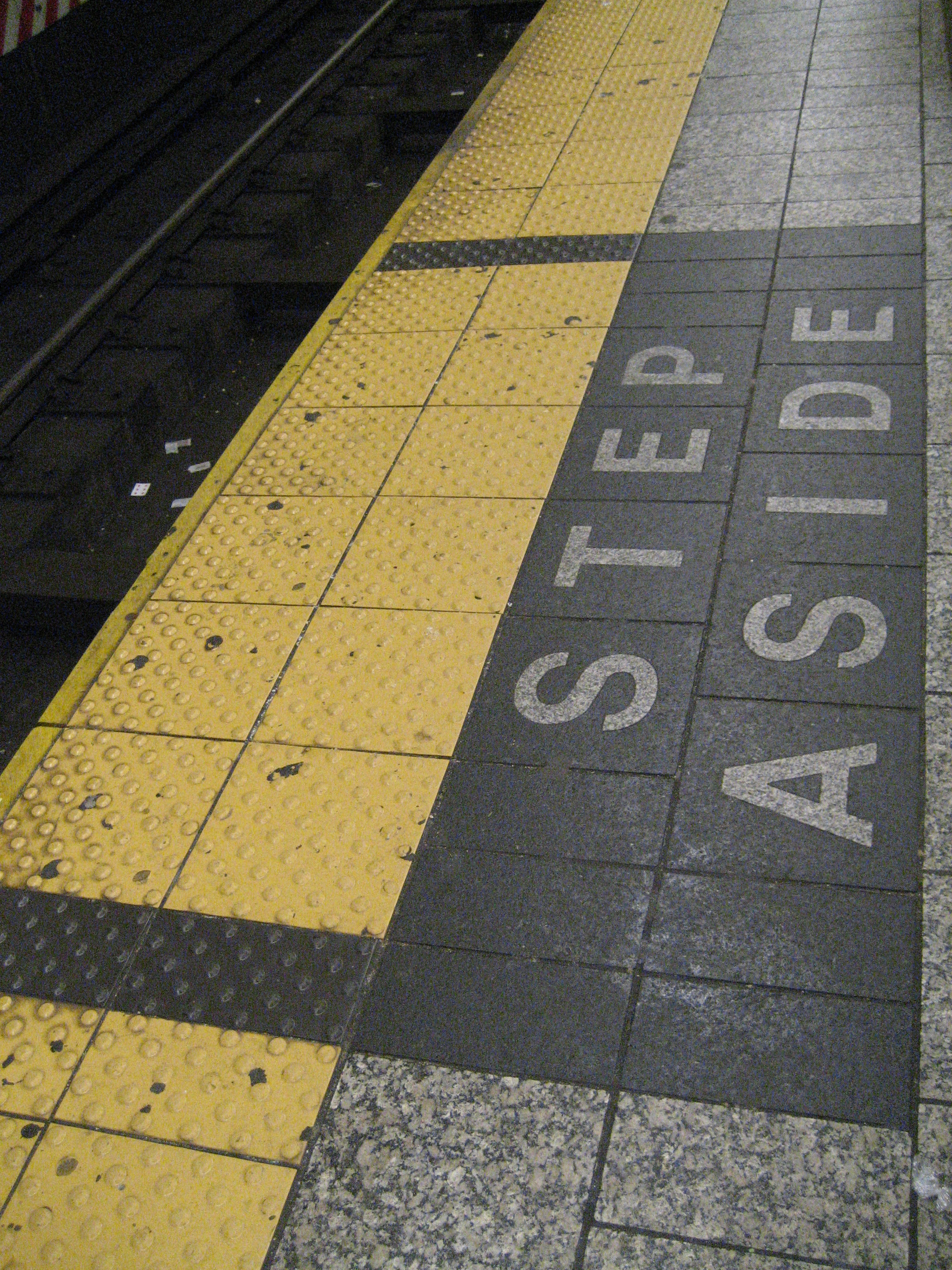
"Párese atrás" azulejos de la plataforma
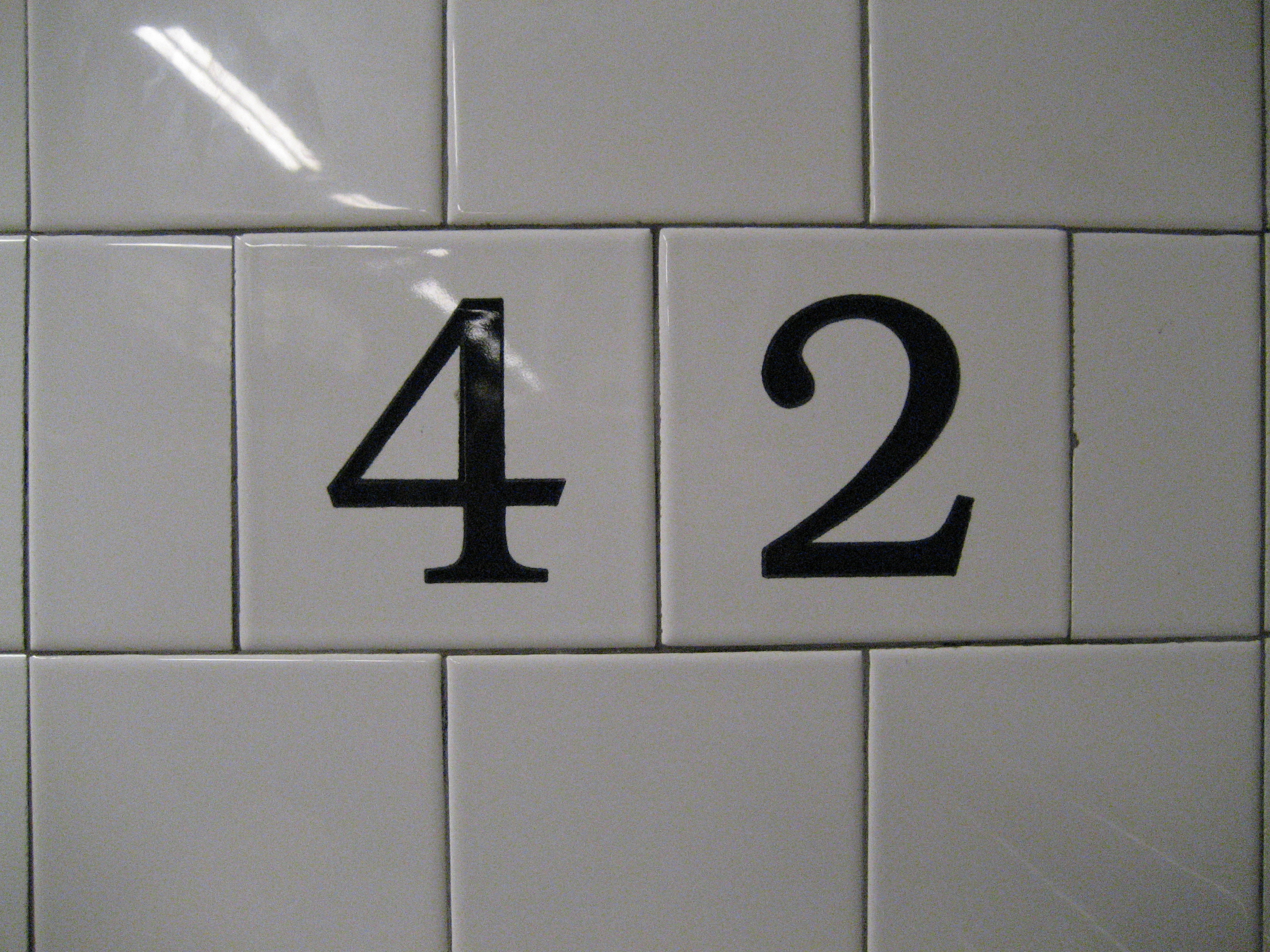
Acercamiento de los azulejos

## El complejo

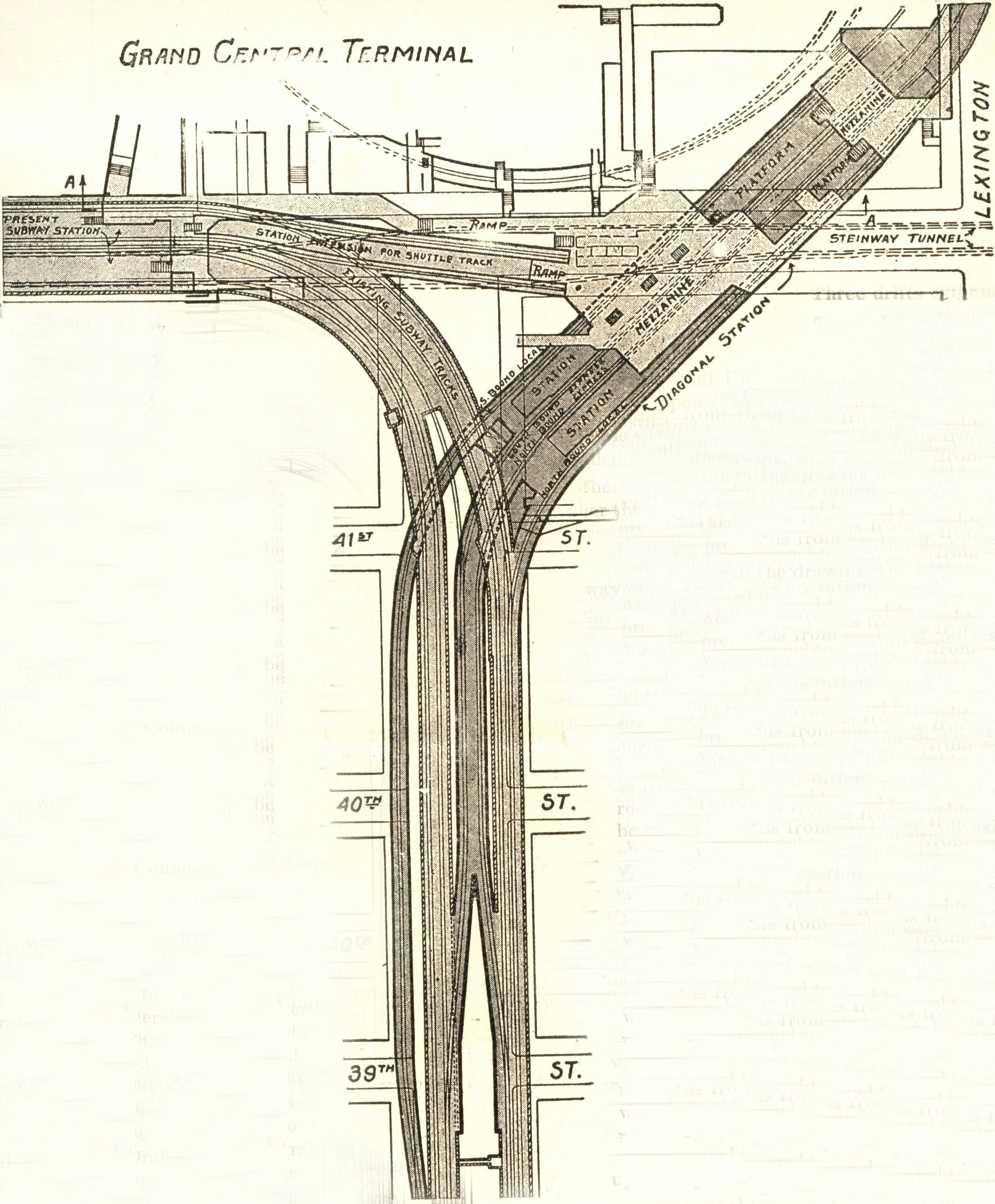
Plan de 1918.

Un pasillo conecta al mezanine (entrepiso), sobre las plataformas de la línea Flushing y la línea de la avenida Lexington, hacia el 42nd Street Shuttle y tiene numerosas salidas hacia la terminal Grand Central, al nivel de la calle y directamente hacia varios edificios localizado a lo largo de la calle 42.
La estación ha pasado por varias renovaciones adyacentes, pero en algunas partes de los pasillos necesitan de una fuerte renovación. Al mismo tiempo, había un proyecto en proceso para ventilar la terminal con aire acondicionado. Sin embargo, a fecha de 2006, sólo la estación de la línea de la Avenida Lexington tenía aire acondicionado, convirtiéndola en la única estación artificial del metro de la ciudad de Nueva York con aire acondicionado. Las plataformas de la línea Flushing han sido equipadas con ventiladores pero no con un sistema de aire acondicionado. 
Los planes originales para el PATH (a la misma vez que el Hudson and Manhattan Railroad) habían sido extendido hacia el norte y este desde su terminal norte actual a la Calle 33/Sexta Avenida a la Grand Central. Un espacio se había dejado para las futuras plataformas y otras líneas, pero nunca fueron construidas. 
Excepto por el shuttle de la calle 42 (en la cual es inaccesible en su otra estación en el Times Square), toda la estación tiene accesibilidad para discapacitados, ya que es la conexión en la terminal Grand Central.

### Profundidad relativa
- Metro-North Railroad niveles superiores, 20 pies por debajo de la calle
- 42nd Street Shuttle, 20 pies
- Línea de la Avenida Lexington, 50 pies
- Nivel inferior del Metro-North Railroad, 60 pies
- Línea Flushing, 80 pies

### Transferencia de la línea de la Tercera Avenida
Por un tempo, las transferencias gratuitas fueron proveídas entre la estación del metro y la calle 42 en la línea elevada de la línea de la Tercera Avenida. Esto empezó el 14 de junio de 1942, el día después de que la línea de la Segunda Avenida, proveyera acceso hacia Queensboro Plaza y a al línea Flushing, y fuese cerrada. La línea de la Tercera Avenida fue clausurada el 12 de mayo de 1955, convirtiendo el punto de transferencia en obsoleta.

## Conexiones de buses
- M42, M98, M101, M102, M103, y el bus M104